# Бранимир Брстина
Бранимир Брстина (Банатско Велико Село, 4. јануар 1960) српски је глумац.

## Биографија
Основну школу и гимназију је завршио у Зрењанину. На Факултету драмских уметности у Београду дипломирао је глуму 1982. године, у класи професора Миње Дедића.  У тој класи студирали су још и Соња Савић, Жарко Лаушевић, Зоран Цвијановић, Светислав Гонцић, Сузана Петричевић и Андреја Маричић.
Прву улогу након завршетка студија одиграо је у Народном позоришту у Београду, у представи Лењин, Стаљин, Троцки.
Стални члан Атељеа 212 постао је 1983. године., Године 2014. изабран је и за управника тог позоришта.
Син Ђуро је такође глумац, док се ћерка Анђа бави продукцијом позоришта.

## Награде
- Златни ћуран за животно дело у области комедије, 2025. године
- Нушићева награда за животно дело глумцу комичару, 2012. године
- Стеријина награда, за најбоље глумачко остварење, за улогу у представи Народни посланик, 1992. године
- Стеријина награда, за најбоље глумачко остварење, за улогу у представи Развојни пут Боре Шнајдера, 1995. године
- Статуета Ћуран, за улогу у представи Кус петлић, на Данима комедије у Јагодини 1991. године
- Статуета Ћуран, за улогу у представи Развојни пут Боре Шнајдера, на Данима комедије у Јагодини 1995. године
- Статуета Ћуран, за улогу у представи Генерална проба самоубиства, на Данима комедије у Јагодини 2009. године
- Статуета Ћуран, за улогу у представи Кумови, на Данима комедије у Јагодини 2012. године
- Награда Раша Плаовић, за најбоље остварење на свим београдским позориштима у прошлој сезони, 1991. године
- Награда Зоран Радмиловић, награда за глумачку бравуру на Стеријином позорју, 1992. године
- Награда Удружења драмских уметника Шапца, на Свечаностима Љубиша Јовановић 1990. године.
- Награда на МЕС-у у Сарајеву 1991. године, за улогу у представи Народни посланик
- Годишња награда града Београда за сезону 1992. године
- Годишња награда ЈДП-а
- Златни медаљон, за лика Боре Шнајдера у представи Развојни пут Боре Шнајдера на 16. свечаностима Љубиша Јовановић
- Годишња награда Народног позоришта
- Награда на Земун фесту.

## Филмографија
| Год.       | Назив                                   | Улога                                                         |
| ---------- | --------------------------------------- | ------------------------------------------------------------- |
| 1980-те    |                                         |                                                               |
| 1982.      | Живети као сав нормалан свет            |                                                               |
| 1982.      | Вереница                                |                                                               |
| 1983.      | Карловачки доживљаји 1889               |                                                               |
| 1983.      | Шећерна водица                          | Дејан                                                         |
| 1984.      | Џогинг                                  |                                                               |
| 1984.      | У срцу моје плавуше                     | Жан Кердерен                                                  |
| 1984.      | Зид (ТВ)                                |                                                               |
| 1984.      | Давитељ против давитеља                 | Лифтаџија                                                     |
| 1984.      | Мај нејм из Митар                       | Васо                                                          |
| 1984.      | Лазар                                   | Партизан                                                      |
| 1985.      | Приче из бечке шуме                     |                                                               |
| 1985.      | Какав радостан дан                      |                                                               |
| 1986.      | Врење (ТВ)                              | Владимир Ћопић                                                |
| 1986.      | Мајстор и Шампита                       | Уредник новина                                                |
| 1986.      | Смешне и друге приче                    | Илијин брат                                                   |
| 1986.      | Покондирена тиква (ТВ)                  | Јован                                                         |
| 1986.      | Мисија мајора Атертона (серија)         | Партизан бегунац                                              |
| 1986.      | Мајмун у трамвају                       |                                                               |
| 1986.      | Ноћ пуног месеца (серија)               | Брки                                                          |
| 1987.      | Милан — Дар                             | Никола Димовић                                                |
| 1987.      | Изненадна и прерана смрт пуковника К. К | Поручник                                                      |
| 1987—1988. | Вук Караџић (серија)                    | Прота Матеја Ненадовић                                        |
| 1988.      | Дечји бич (ТВ)                          |                                                               |
| 1989.      | Лаку ноћ децо (серија)                  | Вук                                                           |
| 1989.      | Како је пропао рокенрол                 | Срђан Хаџи-Карић                                              |
| 1989.      | Метла без дршке (серија)                | Певач                                                         |
| 1989.      | Епепељуга (ТВ)                          |                                                               |
| 1989.      | Другарица министарка (серија)           |                                                               |
| 1990-те    |                                         |                                                               |
| 1990.      | Под жрвњем                              | Жика                                                          |
| 1990.      | Гала корисница: Атеље 212 кроз векове   |                                                               |
| 1990.      | Ожалошћена породица (ТВ)                | Мића Станимировић                                             |
| 1991.      | Образ уз образ: Новогодишњи специјал    | Брки                                                          |
| 1991.      | Брод плови за Шангај                    | Момчило                                                       |
| 1992—1993. | Волим и ја неранџе... но трпим (серија) | Трипко                                                        |
| 1992.      | Тито и ја                               | Ђурин отац                                                    |
| 1993.      | Мрав пешадинац                          |                                                               |
| 1993.      | Или како вам драго (ТВ)                 | Господин Стојановић/Гаврило Гавриловић/Војник Јаша/Слуга Фирс |
| 1993.      | Броз и ја (ТВ серија)                   | Ђурин отац                                                    |
| 1993.      | Снежна краљица (серија)                 | Учитељ                                                        |
| 1993.      | Лакши случај смрти                      | Човек из луднице                                              |
| 1995.      | Театар у Срба (серија)                  | Бранислав Нушић                                               |
| 1995-2024. | Отворена врата (серија)                 | Константин де Систи Коча                                      |
| 1997.      | Кир Јања (ТВ)                           | Мишић                                                         |
| 1998.      | Судбина једног разума (ТВ)              | Доктор Спасић, филозоф                                        |
| 1998.      | Лајање на звезде                        | Ненад Лазичић — Неша Кутузов                                  |
| 1998.      | Повратак лопова                         | Радивоје „Раша” Ћирић                                         |
| 1998.      | Џандрљиви муж (ТВ)                      | Доктор филозофије                                             |
| 1998.      | Кнегиња из Фоли Бержера (ТВ)            | Арнолд                                                        |
| 1998.      | Недовршена симфонија (ТВ)               | Валтер Гропиус                                                |
| 1999.      | У име оца и сина                        | Славко                                                        |
| 1999.      | Нож                                     | Војник у џипу                                                 |
| 1999.      | Бело одело                              | Сељак                                                         |
| 2000-те    |                                         |                                                               |
| 2000.      | Тајна породичног блага                  | Житомир „Житко” Стојковић                                     |
| 2000—2002. | Породично благо (серија)                | Житомир „Житко” Стојковић                                     |
| 2001.      | Метла без дршке (серија)                | Професор Рашковић                                             |
| 2001.      | Близанци (ТВ)                           | Стојко Стојковић                                              |
| 2002.      | Зона Замфирова                          | Јордан                                                        |
| 2002—2003. | Казнени простор (серија)                | Јован Илић                                                    |
| 2003.      | Лаку ноћ, децо (серија)                 | Вук                                                           |
| 2004.      | Мемо                                    |                                                               |
| 2004.      | Јесен стиже, дуњо моја                  | Власник чарде                                                 |
| 2005.      | Ивкова слава                            | Стеван Сремац                                                 |
| 2005.      | Леле, бато (ТВ)                         | Житомир „Житко” Стојковић                                     |
| 2006.      | Стижу долари (серија)                   | Родољуб Бабић                                                 |
| 2007.      | Позориште у кући (серија)               | Васа С. Тајчић                                                |
| 2008.      | Април и детективи (ТВ филм)             | Шеф                                                           |
| 2007—2008. | Вратиће се роде (серија)                | Миленко                                                       |
| 2009.      | Роде у магли                            | Миленко                                                       |
| 2009.      | Јесен стиже, дуњо моја (серија)         | Власник Чарде                                                 |
| 2010-те    |                                         |                                                               |
| 2010.      | Монтевидео, бог те видео!               | Богдан                                                        |
| 2012.      | Шешир професора Косте Вујића            | Професор Зечевић                                              |
| 2012.      | Бела лађа (серија)                      | Баћко Бојић                                                   |
| 2012.      | Монтевидео, Бог те видео! (серија)      | Богдан                                                        |
| 2013.      | На путу за Монтевидео                   | Богдан                                                        |
| 2014.      | Монтевидео, видимо се!                  | Богдан                                                        |
| 2014.      | Монтевидео, видимо се! (серија)         | Богдан                                                        |
| 2017—2019. | Сенке над Балканом (серија)             | Димитријевић                                                  |
| 2019—2022. | Јунаци нашег доба (серија)              | Житомир „Житко” Стојковић                                     |
| 2019.      | Реална прича                            | Жаре                                                          |
| 2020-те    |                                         |                                                               |
| 2020—2022. | Мама и тата се играју рата (серија)     | Жаре                                                          |
| 2021.      | Зборница (серија)                       | Драгутин                                                      |
| 2021—данас | Радио Милева (серија)                   | Стеван Лисичић                                                |
| 2021.      | Александар од Југославије (серија)      | бискуп Јозић                                                  |
| 2023.      | Лако је Ралету (серија)                 | Драган Тодоровић                                              |
| 2025.      | Камионџије д. о. о. (серија)            | Станоје Стен                                                  |

## Улоге у позоришту (избор)
| Назив                                     | Позориште                          |
| ----------------------------------------- | ---------------------------------- |
| Улога моје породице у светској револуцији | Атеље 212                          |
| Ревизор                                   | Атеље 212                          |
| Материјалисти                             | Атеље 212                          |
| Радован III                               | Атеље 212                          |
| Прича из бечке шуме                       | Атеље 212                          |
| Свети Георгије убива аждаху               | Атеље 212                          |
| Сироти мали хрчки                         | Атеље 212                          |
| Кнегиња из Фоли-Бержера                   | Атеље 212                          |
| Турнеја                                   | Атеље 212                          |
| Лети у гору као птица                     | Атеље 212                          |
| Звезда на челу народа                     | Атеље 212                          |
| Навала                                    | Атеље 212                          |
| Кус петлић                                | Звездара театар                    |
| Пазарни дан                               | Атеље 212                          |
| Макбет                                    | Атеље 212                          |
| Кумови                                    | Звездара театар                    |
| Генерална проба самоубиства               | Звездара театар                    |
| Егзибиционист                             | Атеље 212                          |
| Август у округу Осејџ                     | Атеље 212                          |
| Звезда на челу народа                     | Звездара театар                    |
| Како потаманити гамад                     | Звездара театар                    |
| У пламену страсти                         | Звездара театар                    |
| Лењин, Стаљин, Троцки                     | Народно позориште у Београду       |
| Развојни пут Боре Шнајдера                | Народно позориште у Београду       |
| Народни посланик                          | Југословенско драмско позориште    |
| Мртве душе                                | Југословенско драмско позориште    |
| Ожалошћена породица                       | Српско народно позориште           |
| Појава Исуса Христа у касарни В. П.       | Позориште Бошко Буха               |
| Антигона у Њујорку                        | Будва град театар                  |
| Бура                                      | Студентски културни центар Београд |
| Дон Жуан                                  | Студентски културни центар Београд |
| Др Џеки и мр Хајд                         | Студентски културни центар Београд |